# أدريان رويز أورتيز
أدريان رويز أورتيز (بالإسبانية: Adrián Ruiz Ortiz)‏ (21 أغسطس 1988 في إسبانيا - ) هو لاعب كرة قدم إسباني في مركز الوسط. لعب مع نادي خيريث ونادي ماربيا وCaravaca CF ‏ وAlhaurín de la Torre CF ‏ وEl Palo FC ‏ وLucena CF ‏ وUnión Estepona CF ‏.

## وصلات خارجية
- أدريان رويز أورتيز على موقع قاعدة بيانات كرة القدم.إي يو (الإنجليزية)
- أدريان رويز أورتيز على موقع Soccerway.com (الإنجليزية)
- أدريان رويز أورتيز على موقع AS.com (الإسبانية)